# Temporada 2005-2006 del FC Barcelona
La temporada 2005-2006 del FC Barcelona fou una de les més prolífiques del Futbol Club Barcelona guanyant la segona Lliga de Campions i el divuitè títol de lliga espanyola i la Supercopa d'Espanya.

## Esdeveniments

### Juliol
- 20 juliol - Els jugadors del primer equip arriben a Aarhus (Dinamarca) per iniciar l'estatge de pretemporada
- 22 juliol - L'aler nord-americà Marvin Thornton fitxa per l'equip de bàsquet
- 23 juliol - El FCB s'imposa a l'equip amateur de l'East Jutland (0-4) en el primer amistós de la pretemporada a Dinamarca
- 29 juliol - Després d'un vol de 12 hores entre Barcelona i l'aeroport de Narita, l'expedició blaugrana arriba al Japó per iniciar la seva gira asiàtica.
- 30 juliol - El Yokohama Marinos i el FCB empaten (1-1) davant 42.000 espectadors en el primer partit de la gira dels blaugrana pel Japó. Xavi fa el gol del Barça.
- 31 juliol - L'expedició blaugrana viatja des de Tòquio a l'antiga colònia portuguesa de Macau (Xina)

### Agost
- 31 agost - Ronaldinho Gaúcho amplia el seu contracte amb el FCB fins al 2010 amb una clàusula de rescissió de 125 milions d'euros
- 27 agost - 1a. jornada de Lliga. Inici de campionat un xic decebedor del Barça que no passa de l'empat (0-0) a Mendizorrotza enfront l'Alabès. L'equip vitorià té en el seu porter -l'exblaugrana Bonano- el millor jugador
- 24 agost - La Juventus FC s'adjudica per penals el Trofeu Joan Gamper després d'acabar el partit en empat (2-2). Gran actuació de Leo Messi que és elogiat per l'entrenador italià Fabio Capello en acabar el matx
- 6 agost - El FCB s'adjudica el trofeu Ramón de Carranza, després de vèncer al Cadis CF en la final (1-3). Ronaldinho (2) i Eto'o són els golejadors blaugrana.
- 5 agost - El Barça s'imposa al Sevilla FC en la tanda de penals, després d'acabar en empat (1-1) el partit del trofeu Ramon de Carranza. Edmílson fa el gol del Barça, que jugarà la final amb el Cadis CF
- 4 agost - L'expedició blaugrana viatja des de Macau (Xina) fins a Xerès de la Frontera i Cadis per a participar en el trofeu Ramon de Carranza.
- 3 agost - Golejada del Barça (0-9) davant en Shenzen en partit jugat a Macau. -- El FCB tanca la contractació de l'escorta italià Gianluca Basile per l'equip de bàsquet
- 2 agost - El pivot italià Denis Marconato fitxa pel FCB de bàsquet
- 1 agost - La Federació Espanyola de Futbol imposa una sanció al FCB de 4.000 euros pels incidents al Camp Nou durant el partit de Lliga Barça-Real Madrid de la temporada 2002-2003. Aquesta decisió tanca definitivament aquest el tema.

### Setembre
- 28 setembre - † Enric Gensana (69 anys. jugador entre 1956 i 1963)

### Novembre
- 19 novembre - Espectacular victòria del Barça al Santiago Bernabéu on el Reial Madrid cau derrotat per 0-3. Eto'o i dues vegades Ronaldinho golegen Iker Casillas. El públic madridista es rendeix a la superioritat blaugrana i acaba aplaudint els gols del brasiler.

### Febrer
- 1 febrer - Copa del Rei. Quarts de final. Tornada. El FCB cau eliminat pel Reial Saragossa, malgrat la victòria al Camp Nou (2-1) amb gols de Messi i Henrik Larsson. Ronaldinho és expulsat al minut 38 per l'àrbitre Rodríguez Santiago, amb una rigorosa targeta vermella per entrar pel darrere a un contrari al mig camp. El brasiler surt del terreny de joc plorant de ràbia i d'impotència per la decisió arbitral.

### Abril
- 29 abril - 35a. jornada de Lliga. Victòria mínima enfront del Cadis CF al Camp Nou (1-0) amb gol de Ronaldinho. Xavi Hernández torna a jugar després de 5 mesos lesionat. Dos punts separen al Barça de ser campió.
- 23 abril - 34a. jornada de Lliga. Una pluja torrencial obliga a suspendre el partit contra el Sevilla a l'estadi Sánchez Pizjuán.
- 9 abril - 32a. jornada de Lliga. El Barça empata al Sardinero (2-2) davant el Racing de Santander. Henrik Larsson i Eto'o marquen i Puyol és expulsat per doble groga.

### Maig
- 20 maig - Últim partit de Lliga a San Mamés on el FCB perd (3-1) davant l'Athletic amb una presència considerable de joves del planter a l'equip. Eto'o marca el seu 26è gol que li permet adjudicar-se el pichichi en solitari. El Barça acaba el campionat amb 82 punts, 12 més que el Reial Madrid (segon) i a 13 del València (tercer)
- 19 maig - El davanter francès Thierry Henry, que tenia un preacord verbal per a fitxar pel Barça, declara públicament que decideix continuar a l'Arsenal Football Club londinenc i renúncia a vestir-se de blaugrana
- 17 maig -  El FCB guanya la seva segona Copa d'Europa a París enfront l'Arsenal Football Club (2-1) Eto'o i Belletti remunten a la segona part el gol inicial de l'anglès Sol Campbell. Víctor Valdés, amb les seves aturades, i Henrik Larsson, amb les dues assistències de gol, són jugadors destacats de la final.
- 14 maig - La fase regular de la Lliga ACB acaba amb el FCB en tercer lloc, a 2 victòries del Màlaga (Unicaja) i a 1 del Baskonia (Tau Cerámica). Els quarts de final del play-off enfrontaran els blaugrana amb el Real Madrid
- 13 maig - El Barça perd al Sánchez Pizjuán (3-2) en el partit de Lliga enfront del Sevilla ajornat per la pluja. Els blaugrana fan el passadís als andalusos (campions de la Copa de la UEFA) i els sevillistes li fan a la vegada al campió de Lliga. Ezquerro i Sylvinho fan els gols del Barça.
- 9 maig - El davanter suec Henrik Larsson és distingit com a Membre de l'Imperi Britànic per l'ambaixador del Regne Unit a Espanya.
- 6 maig - 37a jornada de Lliga. Victòria davant l'Espanyol (2-0) amb gols de Jarque (en pròpia porta) i Ronaldinho. En acabar el partit, Carles Puyol rep la copa que acredita el FCB com a campió de Lliga i jugadors i afició celebren a la gespa i les grades el títol assolit.
- 3 maig -  36a. jornada de Lliga. El Barça es proclama matemàticament campió de Lliga en superar el Celta de Vigo a Balaidos (0-1) amb gol del camerunès Eto'o. És el divuitè títol de Lliga del club blaugrana.

### Juny
- 29 juny - El defensa Óscar López és traspassat al Real Betis, on jugava com a cedit. El FCB ingressarà 200.000 euros amb reserva d'un 10% sobre els drets econòmics d'un futur traspàs.
- 22 juny - † José María Martín (80 anys. Exjugador 1949-1953)
- 21 juny - Coincidint amb el Mundial de Futbol d'Alemanya, el FCB presenta a Frankfurt les noves equipacions per la temporada 2006-07. La primera recupera el pantaló blau, les ratlles són amples amb la senyera a la màniga i la llegenda més que un club al coll. La segona equipació és totalment taronja.
- 20 juny - Ramon Canal substitueix Jordi Ardèvol com a cap dels serveis mèdics del FCB.
- 19 juny - S'inaugura al Museu del FC Barcelona l'exposició Joan Gamper 1877-1930: L'home, el club, el país.
- 15 juny - El FCB fa públic l'acord assolit amb Mediapro sobre la cessió dels drets televisius i audiovisuals durant el període 2007-2013, que comportarà per al club uns ingressos al voltant de 1.000 millions d'euros.
- 14 juny - Eiður Guðjohnsen signa un contracte amb el FCB per reforçar la davantera després de la marxa de Henrik Larsson. Guðjohnsen és el primer jugador islandès de la història del Barça. El Chelsea FC percep per l'operació 12 milions d'euros més altres 3 de variables en funció dels títols assolits.
- 13 juny - El Barça fitxa Johan Neeskens per ocupar la plaça de segon entrenador que deixa vacant Henk Ten Cate. - Maxi López és cedit al RCD Mallorca.
- 11 juny -  L'equip d'hoquei patins es proclama campió de l'OK Lliga en vèncer el quart partit del play-off a la pista del Reus Esportiu. En total una sèrie de 3-1 sobre els reusencs donen aquest dinovè títol de Lliga al FCB, novè consecutiu.
- 9 juny - S'inicia el Mundial de Futbol Alemanya 2006 amb la presència de 10 jugadors del FCB: Espanya 3 (Puyol, Xavi i Iniesta); Països Baixos 2 (Gio Van Bronckhorst i Van Bommel); Brasil 1 (Ronaldinho); Portugal 1 (Deco); Argentina 1 (Messi); Mèxic 1 (Márquez) i Suècia 1 (Larsson)
- 8 juny - Decebedor final de temporada de l'equip de bàsquet, que cau eliminat a les semifinals del play-off de la Lliga ACB per un contundent 3-0 enfront del Baskonia (Tau Cerámica)
- 7 juny - El Futbol Club Barcelona arriba als 140.000 socis.
- 3 juny -  La secció d'handbol aconsegueix la Lliga ASOBAL. L'equip de Xesco Espar venç l'Almeria i guanya el títol en l'última jornada
- 1 juny - Joan Laporta inaugura la Ciutat Esportiva Joan Gamper a Sant Joan Despí

## Plantilla
| - Carles Puyol - Xavi Hernández - Víctor Valdés - Gabri - Oleguer Presas - Albert Jorquera - Ronaldinho - Deco - Juliano Belletti - Thiago Motta - Edmilson |  | - Sylvinho - Santi Ezquerro - Andrés Iniesta - Leo Messi - Maxi López - Gio van Bronckhorst - Mark Van Bommel - Rafael Márquez - Henrik Larsson - Ludovic Giuly - Samuel Eto'o |  | Jugadors del filial: - Sergio "Rodri" - Jesús Olmo - Andrea Orlandi - "Pitu" Comadevall - Ramon Masó - Francisco Javier Martos - Francesc Montañés - Ludovic Sylvestre |

- Entrenador:   Frank Rijkaard
- Segon entrenador:  Henk ten Cate

## Resultats
| PARTITS 2005-2006 |
| --- |
| 23-07-2005 Amistós. EAST JUTLAND XI-BARCELONA 0-4 25-07-2005 Amistós. AARHUS-BARCELONA 0-4 30-07-2005 Amistós. YOKOHAMA MARINOS-BARCELONA 1-1 03-08-2005 Amistós. SHENZHEN JIANUBAO-BARCELONA 0-9 05-08-2005 Ramón de Carranza (semifinal). SEVILLA-BARCELONA 1-1 El Barcelona es va classificar per penals (1-3). 06-08-2005 Ramón de Carranza (final). CADIS-BARCELONA 1-3 13-08-2005 Supercopa d'Espanya (anada). BETIS-BARCELONA 0-3 20-08-2005 Supercopa d'Espanya (tomada). BARCELONA-BETIS 1-2 24-08-2005 Gamper. BARCELONA-JUVENTUS 2-2 Campió la Juventus per penals (2-4). 27-08-2005 Lliga (1). ALABÈS-BARCELONA 0-0 02-09-2005 Amistós. SAINT ETIENNE-BARCELONA 2-1 11-09-2005 Lliga (2). BARCELONA MALLORCA 2-0 14-09-2005 Lliga de Campions (2). WERDER BREMEN-BARCELONA 0-2 18-09-2005 Lliga (3). ATLÈTIC MADRID-BARCELONA 2-1 21-09-2005 Lliga (4). BARCELONA-VALÈNCIA 2-2 24-09-2005 Lliga (5). BETIS-BARCELONA 1-4 27-09-2005 Lliga de Campions (2). BARCELONA-UDINESE 4-1 01-10-2005 Lliga (6). BARCELONA-SARAGOSSA 2-2 15-10-2005 Lliga (7). DEPORTIVO-BARCELONA 3-3 18-10-2005 Lliga de Campions (3). PANATHINAIKOS-BARCELONA 0-0 22-10-2005 Lliga (8). BARCELONA-OSASUNA 3-0 26-10-2005 Lliga (11). BARCELONA-MÀLAGA 2-0 30-10-2005 Lliga (9). BARCELONA-REIAL SOCIETAT 5-0 02-11-2005 Lliga de Campions (4). BARCELONA-PANATHINAIKOS 5-0 06-11-2005 Lliga (10). GETAFE-BARCELONA 1-3 15-11-2005 Copa Catalunya (semifinal, partit únic). GIMNÀSTIC-BARCELONA 0-6 19-11-2005 Lliga (12). REIAL MADRID-BARCELONA 0-3 22-11-2005 Lliga de Campions (5). BARCELONA-WERDER BREMEN 3-1 27-11-2005 Lliga (13). BARCELONA-RACING 4-1 29-11-2005 Amistós. BARCELONA-SELECCIÓ PALESTINOJUEVA 2-1 04-12-2005 Lliga (14). VILA-REIAL-BARCELONA 0-2 07-12-2005 Lliga de Campions (6). UDINESE-BARCELONA 0-2 11-12-2005 Lliga (15). BARCELONA-SEVILLA 2-1 17-12-2005 Lliga (16). CADIS-BARCELONA 1-3 20-12-2005 Lliga (17). BARCELONA-CELTA 2-0 03-01-2006 Copa (1/8, anada). ZAMORA-BARCELONA 1-3 07-01-2006 Lliga (18). ESPANYOL-BARCELONA 1-2 11-01-2006 Copa (1/8, tomada). BARCELONA-ZAMORA 6-0 15-01-2006 Lliga (19). BARCELONA-ATHLÈTIC CLUB 2-1 22-01-2006 Lliga (20). BARCELONA-ALABÈS 2-0 26-01-2006 Copa (1/4. anada). SARAGOSSA-BARCELONA 4-2 29-01-2006 Lliga (21). MALLORCA-BARCELONA 0-3 01-02-2006 Copa (1/4, tornada). BARCELONA-SARAGOSSA 2-1 05-02-2006 Lliga (22). BARCELONA-ATLÈTIC MADRID 1-3 12-02-2006 Lliga (23). VALÈNCIA-BARCELONA 1-0 18-02-2006 Lliga (24). BARCELONA-BETIS 5-1 22-02-2006 Lliga de Campions (1/8, anada). CHELSEA-BARCELONA 1-2 25-02-2006 Lliga (25). SARAGOSSA-BARCELONA 0-2 04-03-2006 Lliga (26). BARCELONA-DEPORTIVO 3-2 07-03-2006 Lliga de Campions (1/8, tornada). BARCELONA-CHELSEA 1-1 12-03-2006 LIiga (27). OSASUNA-BARCELONA 2-1 15-03-2006 Amistós MILAN MY WAY-BARCELONA 3-2 Les parts van ser de només 40 minuts. El Barça va ser codirigit per Cruyff i Rijkaard. Hi havia molts jugadors retirats del futbol actiu. 18-03-2006 Lliga (28). REIAL SOCIETAT-BARCELONA 0-2 21-03-2006 Lliga (29). BARCELONA-GETAFE 3-1 25-03-2006 Lliga (30). MÀLAGA-BARCELONA 0-0 28-03-2006 Lliga de Campions (1/4, anada). BENFICA-BARCELONA 0-0 01-04-2006 Lliga (31). BARCELONA-REIAL MADRID 1-1 05-04-2006 Lliga de Campions (1/4. tornada). BARCELONA-BENFICA 2-0 09-04-2006 Lliga (32). RACING-BARCELONA 2-2 14-04-2006 Lliga (33). BARCELONA-VILA-REIAL 1-0 18-04-2006 Lliga de Campions (semifinal, anada). MILAN-BARCELONA 0-1 26-04-2006 Lliga de Campions (semifinal, tomada). BARCELONA-MILAN 0-0 29-04-2006 Lliga (35). BARCELONA-CADIS 1-0 03-05-2006 Lliga (36). CELTA-BARCELONA 0-1 06-05-2006 Lliga (37). BARCELONA-ESPANYOL 2-0 13-05-2006 Lliga (34) SEVILLA-BARCELONA 3-2 Aquest partit es va ajornar el 23-04-2006 per la pluja. 17-05-2006 Lliga de Campions (final). BARCELONA-ARSENAL 2-1 20-05-2006 Lliga (38). ATHLÈTIC CLUB-BARCELONA 3-1 |